# Theresa Clay
Theresa Rachel "Tess" Clay (7 de febrero de 1911 - 17 de marzo de 1995) fue una entomóloga inglesa. Su pariente mayor, el ornitólogo y aventurero Richard Meinertzhagen, con quien tenía una relación inusualmente estrecha, la introdujo en la zoología. Se convirtió en la experta mundial en Mallophaga, o piojos masticadores; sin embargo, su trabajo se ve cuestionado por su presunto papel en los numerosos fraudes científicos de Meinertzhagen.
Durante e inmediatamente después de la Segunda Guerra Mundial, trabajó con Victor Rothschild en el MI5 .

## Primeros años y familia
Clay nació el 7 de febrero de 1911, hijo de Sir George Felix Neville Clay, quinto baronet, uno de los Clay Baronets, y Rachel Hobhouse Clay. Clay tenía cuatro hermanos, las hermanas mayores Margaret y Janet, el hermano mayor Henry y el hermano menor Anthony.  La familia de Clay vivía en el número 18 de Kensington Park Gardens, Notting Hill, Londres, y ella asistió a St Paul's Girls' School . 

## Relación con Richard Meinertzhagen
Cuando Clay tenía once años, su primo hermano, o "tío", Richard Meinertzhagen, vino a vivir a la casa al lado de la de su familia, el número 17 de Kensington Park Gardens.  Meinertzhagen era un destacado ornitólogo y un soldado genuinamente distinguido, pero también era un "fraude colosal", que robaba especímenes de aves y describía especies espurias, e inventaba y embellecía hazañas militares.   Mantenía diarios mecanografiados de hojas sueltas, un sistema que le permitía reescribir sus diarios y hacer pasar las entradas retrospectivas de su diario como auténticas.  Más tarde escribiría en sus diarios, de manera contradictoria, que no se fijó en Clay y sus hermanas hasta que fueron mayores; que sintió un vínculo místico con ella cuando la vio por primera vez; y que soñó con ella cuando nació. 
Lo cierto es que Meinertzhagen y Clay eran cercanos cuando ella tenía quince años. Meinertzhagen comenzó a tener una relación fría con su esposa Annie y, en cambio, pasaba tiempo con Clay y sus hermanas. Las partes probablemente genuinas de sus diarios están llenas de efusivos elogios hacia Clay e incluyen fotografías, algunas de ellas desnudas, de las hermanas Clay.  El 6 de julio de 1928, la esposa de Meinertzhagen, Annie, murió en circunstancias cuestionables, por lo que se consideró una herida de bala accidental.  Después de la muerte de Annie, Theresa Clay y su hermana Janet cuidaron de Meinertzhagen y sus hijos. Theresa fue bautizada en la iglesia de St Martin-in-the-Fields poco después de la muerte de Annie, con Meinertzhagen como su madrina. 

A partir de 1930, Meinertzhagen y Clay rara vez estuvieron separados, viviendo, trabajando y viajando juntos. Clay era "ama de llaves, niñera, secretaria y socia científica" de Meinertzhagen.  Se desconoce si la relación de Meinertzhagen y Clay era "física": el amigo de Meinertzhagen, Victor Rothschild, le preguntó esto directamente a Meinertzhagen, pero le dijeron "en términos muy claros que se callara";  y un artículo de 1951 en TIME  se refirieron a su relación con "insinuaciones de guiño-guiño, empujón-empujón". Clay continuó viviendo en el número 18 de Kensington Park Gardens, pero estaba conectado con el número 17 por un pasaje subterráneo. La madre de Clay desaprobaba su relación con Meinertzhagen, pero prevaleció la "aceptación social general" de las excentricidades de Meinertzhagen, y la madre de Clay simplemente evitó hablar con Meinertzhagen, hablando a través de otros incluso en su presencia. Meinertzhagen nombró a varias especies de aves en honor a Theresa, una de las cuales, el pinzón afgano o pinzón de Teresa ( Montifringilla theresae ), es auténtica.  

## Carrera en zoología
Fue Meinertzhagen quien introdujo a Clay en la zoología. Él era ornitólogo y, después de que ella lo ayudara en su trabajo con las aves, decidió que ella debería dedicarse al estudio de los parásitos de las aves. Cuando recolectaba pájaros, le quitaba los parásitos antes de prepararlos. Él ya había acumulado una gran colección de parásitos de aves y finalmente consiguió que ella los catalogara. Con él realizó expediciones al norte de África y Oriente Medio. Clay realizó expediciones al Ártico en 1935–38 y 1946–49. Comenzó a trabajar como voluntaria en el Museo Británico (Historia Natural) en 1938. En 1949, fue nombrada miembro del personal del departamento de entomología, donde permaneció durante el resto de su carrera.  Se convirtió en miembro superior del personal científico en 1952 y en guardiana adjunta en 1970.  En 1955 obtuvo su doctorado en Ciencias en la Universidad de Edimburgo  basándose en un trabajo original y autorizado sobre Mallophaga, gran parte del cual publicado en revistas científicas. Esto incluía "Una lista de verificación de los géneros y especies de Mallophaga" (1955, en coautoría con George Henry Evans Hopkins ). Según KC Emerson, este trabajo "fue un hito histórico en la taxonomía de Mallophaga .

Se revisaron todas las publicaciones conocidas sobre Mallophaga que contenían información taxonómica y las especies se colocaron en una clasificación moderna. El resultado fue que 201 géneros y 2.657 especies se consideraron válidos... La publicación de este importante artículo marcó el comienzo de una nueva era en la taxonomía de los piojos, ya que sirvió como nueva base desde la cual se podrían emprender más investigaciones. "  Clay colaboró frecuentemente con Miriam Rothschild, y escribieron Fleas, Flukes and Cuckoos juntos en 1952. En 1955, recibió un D.Sc. Licenciatura de la Universidad de Edimburgo . Si bien no hay evidencia de que Clay ayudara a Meinertzhagen a cometer ninguno de sus fraudes científicos (o de otro tipo), es poco probable que ella los ignorara por completo. Como su secretaria, está en condiciones de ayudarle a falsificar diarios y registros, y como voluntaria en el Museo Británico se sospecha que ha facilitado sus robos. Incluso si ella desconocía en gran medida el alcance de su trabajo fraudulento, muchos de los piojos y otros especímenes de parásitos de aves que estudió y catalogó debieron provenir de aves que Meinertzhagen robó o de las cuales falsificó el lugar de recolección y otros datos. 

## Carrera MI5
A principios de la Segunda Guerra Mundial, Clay fue reclutado por el MI5 para ayudar a Victor Rothschild, el hermano de Miriam. Dirigía una sección de contrasabotaje, tratando de proteger objetivos científicos e industriales del ataque y el espionaje alemanes. Aunque nunca alcanzó el rango de oficial (el MI5 no tuvo oficiales mujeres durante la guerra después del despido de Jane Archer ), Clay estuvo estrechamente involucrada en la dirección de la operación "Quinta Columna", en la que el oficial del MI5 Eric Roberts se hizo pasar por un espía de la Gestapo en para identificar a los simpatizantes fascistas británicos. Ella se quedó después de la guerra y se fue en 1948. 

## Vida postuma
Clay se casó con el viudo Rodney G. Searight, un rico hombre de negocios jubilado que pasó la mayor parte de su vida en Medio Oriente, en 1975. Continuó viviendo en Kensington Park Gardens hasta después de la muerte de su marido en 1991. Murió el 17 de marzo de 1995 en una residencia de ancianos de Dorset .  Después de su matrimonio, se retiró del Museo Británico; hoy se guardan allí sus trabajos, dibujos y correspondencia. 